# Туркельтауб, Нусин Мотелевич
Нусин Мотелевич (Мошелевич) (Александр Матвеевич) Туркельтауб (1915—1965) — советский учёный.

## Биография
В 1941 году окончил химический факультет Львовского университета (до 1939 года учился в Варшавском университете, до этого — в гимназии). В 1941—1944 годах работал в Саратове.
С 1944 года начальник лаборатории ВНИИЯГГ (Всесоюзный научно-исследовательский институт ядерной геофизики и геохимии) — ведущей в области газовой хроматографии.
Доктор химических наук (1958, «Хроматографические и хроматермографические методы анализа газов и летучих веществ»).
Умер в Москве 2 февраля 1965 года от очередного инфаркта. Похоронен на Николо-Архангельском кладбище.
Дети:
- Георгий Николаевич Туркельтауб (род. 1944), доктор химических наук;
- Елена Александровна Золотарёва (1951—2000) (муж — Ильин, Сергей Борисович, 1948—2017).

## Научная деятельность
В 1948 году разработал хроматографический метод разделения углеводородов (для определения их в воздухе с целью геохимической разведки нефтяных и газовых месторождений).
Доказал, что в максимуме хроматографического пика в условиях стационарного процесса всегда имеет место адсорбционное равновесие. На этой основе разработал метод определения термического уравнения адсорбции.
Разработал ряд хроматографических приборов, нашедших применение в различных отраслях техники.

### Публикации
- Газовая хроматография : монография / А. А. Жуховицкий, Н. М. Туркельтауб. — М. : Гостоптехиздат, 1962. — 443 с.

## Награды и премии
- Сталинская премия второй степени (1950) — за разработку и внедрение в промышленность газовой съёмки и газового каротажа для поисков нефти.